# NE612
NE612 е интегрална схема преднзначена за обработка на радиочестотни сигнали. Състои се от генератор и смесител.
Работната ѝ честота достига до 500 MHz, а на генератора до 200 MHz. Смесителят е двойно-балансен тип „клетка на Гилбърт“ и дава усилване от 14 dB и шум 5 dB при работна честота 45 MHz.
NE612 е сходна с NE602, SA602, NE612 и SA612. Тя е много популярна както сред радиолюбителите, така и в промишлеността.